# Junkersgut
Junkersgut ist ein Ortsteil im Stadtteil Alt Refrath von Bergisch Gladbach.

## Geschichte
Der Name Junkersgut geht auf eine frühmittelalterliche Hofgründung zurück, die im Urkataster als Das Junkers Gut verzeichnet ist. Dabei handelt es sich um einen der ältesten Siedlungskerne im gesamten Refrather Raum. Ursprünglich hatte es den Namen Riprode, was so viel heißt wie „Rodung am Bach/Ufer“. Der Name Junkersgut ist erstmals für das 14. Jahrhundert nachgewiesen und geht auf die Familie Junker zurück, ein Rittergeschlecht, auf das der Hof Riprode übergegangen war.

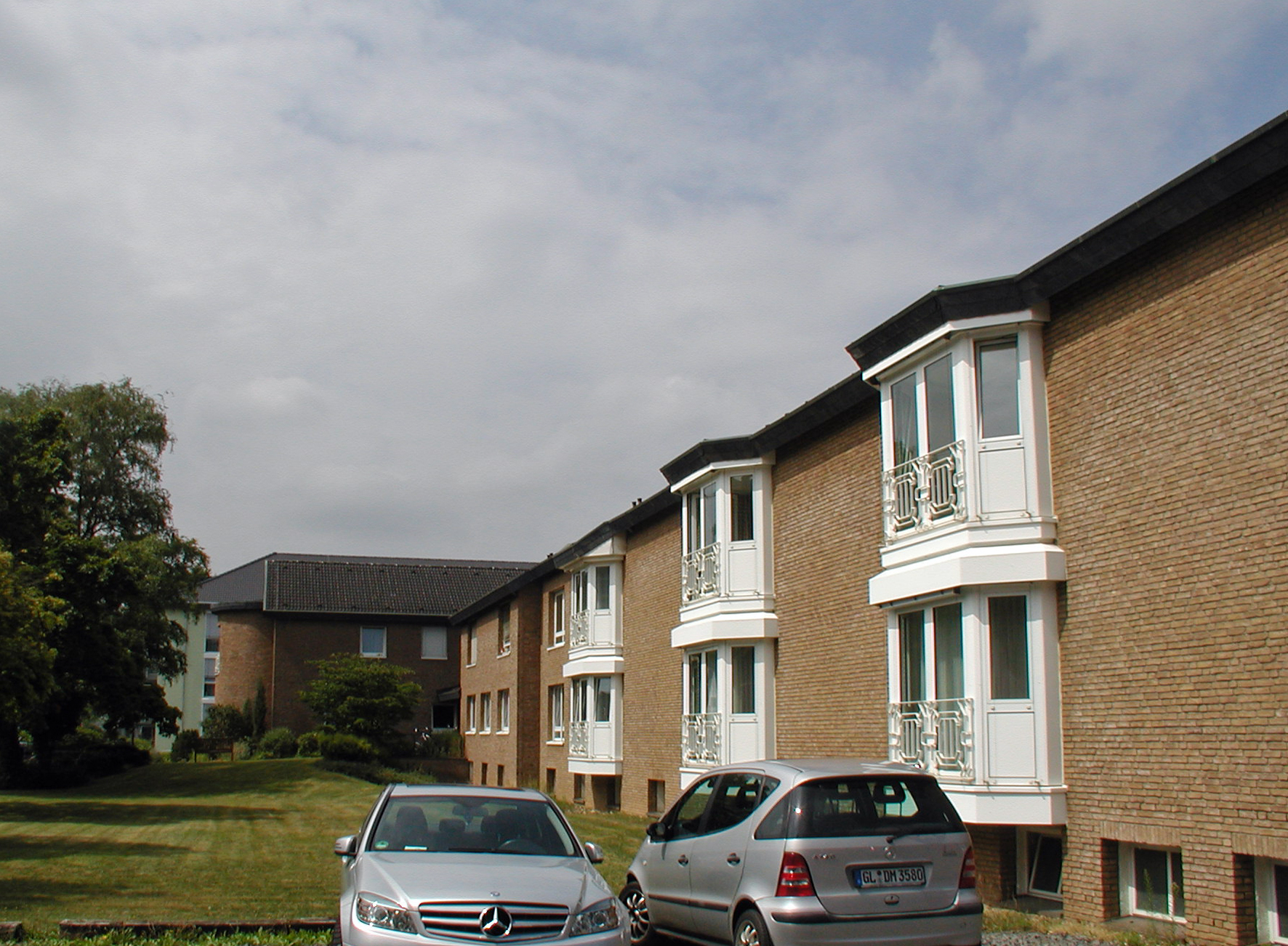
Altersheim St. Josefshaus Refrath

## Altenhilfe
In Junkersgut befindet sich das Altenheim St. Josefshaus. Seit 2013 gibt es hier auch Tagespflege. Auf diesem Gelände hat früher der Hof Riprode gestanden.